# Чернышёв, Николай Гаврилович
Никола́й Гаври́лович Чернышёв (9 сентября 1906, Казанская, Кубанская область — 2 января 1953, Москва) — советский инженер, конструктор космической и ракетной техники. Доктор технических наук, инженер-полковник (1951). Основатель научной школы по химии ракетных топлив.

## Биография
Родился в станице Казанской Кавказского отдела Кубанской области в семье школьных учителей. С 1912 года жил в Екатеринодаре, учился в Кубанском Александровском реальном училище. В 1918—1920 годах учился в школе в станице Казанской и работал. В 1924 году окончил 7-ю советскую школу II ступени в Краснодаре (ныне средняя школа № 36).
В 1925 году опоздал на экзамены в Московский университет; работал упаковщиком в типографии в Москве, с января 1926 — в потребительском обществе в Ростове-на-Дону.
С 1926 года учился в Донском политехническом институте (Новочеркасск), с 1929 — на факультете бумаги и целлюлозы Ленинградского химико-технологического института им. Ленсовета, который окончил в 1932 году.
По распределению работал на ленинградской фабрике Гознака, затем был призван на действительную военную службу. С 1933 года — старший инженер Газодинамической лаборатории, сектор В. П. Глушко. Участвовал в доработке двигателей ОР-2 (для пилотируемого ракетного самолёта) и 12К (для крылатых ракет С. П. Королёва), в организации моторной лаборатории.
С августа 1936 по апрель 1938 года — начальник испытательной станции в КБ-7; проводил стендовую отработку кислородных ЖРД и лётные испытания ракет.
22 июня 1941 года добровольцем ушёл на фронт. Будучи помощником начальника ГАС 27-й армии, 22.7.1941 организовал эвакуацию воинских эшелонов со станции Насва, во время которой руководил отражением атак наземных и воздушных сил противника; был ранен в голову. В августе 1942, будучи начальником инспекции управления начальника артиллерии 4-й ударной армии, вывез из партизанского отряда Гришина (Смоленская область) 2-орудийную 107-мм пушечную батарею с боеприпасами. Награждён орденом Отечественной войны 2 степени.
В октябре 1942 года отозван с фронта, служил начальником химической лаборатории НИИ-3 СНК СССР (с 1944 — НИИ-1 НКАП). Выезжал на объекты немецкой ракетной техники в Польше (август-сентябрь 1944), Румынии (декабрь 1944 — январь 1945) и Германии (июнь-ноябрь 1945).
В 1940-е годы работал научным сотрудником (по совместительству на факультете №138 Московского химико-технологического института им. Д. И. Менделеева

Вернувшийся в институт после контузии на фронте Н.Г. Чернышев возглавил группу по разработке на основе тетранитрометана нового взрывчатого состава для авиационных бомб.
— Российский химико-технологический университет им. Д. И. Менделеева — прошлое и настоящее со взглядом в будущее. — М., 2002. — 552 с. — С. 101. ISBN 5-8122-0302-4
С ноября 1946 по январь 1953 года — начальник отдела зенитных снарядов на жидком топливе НИИ-4 МО СССР. В 1945—1946 годах совместно с М. К. Тихонравовым разрабатывал проект ВР-190 — первый проект стратосферной ракеты.
В 1952 году определил решение проблемы методов противовоздушной обороны районов страны.
Участвовал в создании факультета ракетной техники МВТУ им. Н. Э. Баумана. Читал курс лекций на этом факультете, на Высших инженерных курсах МВТУ, в Академии промышленности вооружения, а также популярные лекции в Политехническом музее.
Умер 2 января 1953 года в возрасте 46 лет. Похоронен на Ваганьковском кладбище.
Долгое время имя Николая Гавриловича Чернышёва было засекречено. Музей, находящийся в здании школы №20 в ст. Казанской ( ранее - школы №6), где и  учился Николай Гаврилович, является единственным музеем страны, посвящённым одному из разработчиков ракетного топлива.

## Научная деятельность
Автор монографии «Химия ракетных топлив» (1948), за которую Учёный совет Института нефти АН СССР присудил учёную степень доктора технических наук, минуя степень кандидата.
Основные направления исследований:
- характеристики и промышленное производство тетранитрометана.
- повышение эффективности рабочего процесса в камерах ЖРД
- процесс самовоспламенения и горения ракетных топлив в пульсирующих ЖРД
- история ракетостроения в СССР.

Достижения:
- разработана и построена лаборатория по производству жидкого азота,
- разработана и построена «бомба» для изучения процесса самовоспламенения озона,
- впервые спроектирован 100-тонный ЖРД с трубчатым экраном в камере сгорания,
- создана самоуправляющаяся калориметрическая бомба для измерения теплотворной способности топлив.

Автор 16 изобретений.

## Награды и признание
- два ордена Отечественной войны 2 степени (1944, 14.4.1945[3])
- орден Красной Звезды (1944)
- медаль «Партизану Отечественной войны» 2 степени (1943)
- медаль «За победу над Германией в Великой Отечественной войне 1941—1945 гг.»
- медали
- звание «Почётный гражданин города Юбилейный» — за выдающийся вклад в становление отечественного ракетостроения[2][5].

## Память
- Именем Н. Г. Чернышёва назван кратер на Луне[2].
- В средней школе № 20 (в то время № 6) станицы Казанской в 1996 году открыт школьный музей имени Н. Г. Чернышева[2].